# Akletos
Akletos es un género de aves paseriformes perteneciente a la familia Thamnophilidae que agrupa a dos especies nativas de América del Sur, donde se distribuyen en la región amazónica, desde el sureste de Colombia hasta el sureste de Perú, suroeste de Brasil y extremo noroeste de Bolivia. Estas especies anteriormente formaban parte del amplio género Myrmeciza, de donde fueron separadas recientemente, en 2013. A sus miembros se les conoce por el nombre popular de hormigueros.

## Etimología
El nombre genérico masculino «Akletos» deriva del griego «ακλητος aklētos»: que no fue llamado o convocado.

## Características
Las aves de este género son hormigueros bastante grandes, midiendo alrededor de 18 cm de longitud. Los machos son negros; las hembras son pardas o negras; ambos sexos no presentan pintas en las plumas cobertoras de las alas como otras especies semejantes. La especie melanoceps presenta una pequeña área periorbital de piel desnuda de color azul apagado y blanco en el doblez del ala (de donde proviene el nombre común «hombroblanco»), que es difícil de ver, mientras goeldii virtualmente no presenta área periorbital desnuda ni blanco en el doblez del ala. Difieren de las especies de Hafferia, parientes cercanas, por tener las colas más cortas y las alas más largas.
Habitan en el denso sotobosque de bosques de várzea, estacionalmente inundables, bosques riparios (de márgenes de ríos) y bosques de terra firme de transición. Forrajean en el suelo y en los substratos bajos hasta 1 a 2 m del suelo y acompañan con alguna regularidad regueros de hormigas guerreras.

## Lista de especies
Según las clasificaciones Clements Checklist y del Congreso Ornitológico Internacional este género agrupa a las siguientes especies, con el respectivo nombre popular de acuerdo con la Sociedad Española de Ornitología (SEO):
| Imagen | Nombre científico  | Autor             | Nombre común            | Estado de conservación | Distribución |
| ------ | ------------------ | ----------------- | ----------------------- | ---------------------- | ------------ |
|        | Akletos melanoceps | (Spix, 1825)      | hormiguero hombroblanco | LC                     |              |
|        | Akletos goeldii    | (Snethlage, 1908) | hormiguero de Goeldi    | LC                     |              |

## Distribución geográfica
Las dos especies se distribuyen en la región amazónica occidental. La especie melanoceps desde el sureste de Colombia, por el este de Ecuador, hasta el noreste de Perú y oeste de la Amazonia brasileña; y goeldii desde el sureste de Perú hasta el extremo noroeste de Bolivia y extremo suroeste de la Amazonia brasileña.

## Taxonomía
La historia del género Myrmeciza se caracteriza por décadas de controversias e incertezas. Autores más recientes expresaron dudas consistentes en relación con la monofilia del grupo, pero no había ninguna revisión disponible que realmente probase la monofilia del grupo.
El estudio de Isler et al. 2013 presentó resultados de filogenia molecular de un denso conjunto de taxones de la familia Thamnophilidae (218 de 224 especies). Estos datos suministraron un fuerte soporte a la tesis de que Myrmeciza no era monofilético y que sus miembros están distribuidos en tres de las cinco tribus de la subfamilia Thamnophilinae propuestas por Moyle et al. 2009. También se compararon las características morfológicas, comportamentales y ecológicas de las especies de Myrmeciza con sus parientes próximos dentro de cada tribu, con el objetivo de determinar los límites genéricos.
Como resultado de estos análisis, los autores propusieron que las especies entonces situadas en Myrmeciza fueran reasignadas al propio género y a otros once, cinco de los cuales fueron resucitados: Akletos, Myrmelastes, Myrmoderus, Myrmophylax y Sipia, y seis de los cuales fueron descritos por primera vez: Ammonastes, Ampelornis, Aprositornis, Hafferia, Poliocrania, y Sciaphylax.
Específicamente en relación con las entonces Myrmeciza melanoceps y M. goeldii, Isler et al. 2013 demostraron la afinidad entre ellas y que formaban parte de un gran clado, con Myrmeciza longipes en la base e incluyendo al género Myrmoborus junto a Percnostola lophotes, a los géneros Gymnocichla, Pyriglena y el resto de Percnostola, y  a un sub-clado formado por Myrmeciza fortis, M. zeledoni y M. immaculata; a este complejo grupo lo denominaron  clado longipes, dentro de una tribu Pyriglenini. Para resolver esta cuestión taxonómica, propusieron agrupar las dos especies listadas más arriba en un nuevo género. Como no había ningún nombre anterior disponible propusieron el nombre Inundicola.
Sin embargo, posteriormente, los mismos autores, en Isler et al., 2014, descubrieron la existencia de un nombre anterior que tenía prioridad: Akletos, con lo cual Inundicola pasó a ser un sinónimo posterior. En la Propuesta N° 628 al (SACC), se aprobó este cambio, junto a todos los otros envolviendo el género Myrmeciza.

### Descripción original
El género Akletos fue descrito originalmente por el ornitólogo polaco Andrzej Dunajewski en 1948, la especie tipo definida fue Akletos peruvianus Dunajewski, 1948, pero la misma es un sinónimo posterior de Thamnophilus melanoceps = Akletos melanoceps.